# Tytroca fasciolata
Tytroca fasciolata is een vlinder uit de familie spinneruilen (Erebidae). De wetenschappelijke naam is voor het eerst geldig gepubliceerd in 1905 door Warren & Rothschild.
De soort komt voor in tropisch Afrika.